# Spathiospilus brasiliensis
Spathiospilus brasiliensis är en stekelart som beskrevs av Marsh 1999. Spathiospilus brasiliensis ingår i släktet Spathiospilus och familjen bracksteklar. Inga underarter finns listade i Catalogue of Life.